# Заїчинська волость
Заїчинська (Зайчинська) волость — адміністративно-територіальна одиниця Хорольського повіту Полтавської губернії з центром у селі Заїчинці.
Старшинами волості були:
- 1900 року запасний вахмістр Демян Павлович Притула[1];
- 1913 роках Авксентій Федорович Андрущенко[2];
- 1915 роках селянин Іван Степанович Требін[3].